# Luxemburgse parlementsverkiezingen 2013
De Luxemburgse parlementsverkiezingen van 2013 werden op 20 oktober 2013 gehouden. De kiezers moesten een nieuwe 60 leden tellende Kamer van Afgevaardigden kiezen.
De grootste partij bij deze verkiezingen werd de christendemocratische CSV van premier Jean-Claude Juncker, die ten opzichte van de vorige verkiezingen (2009) drie zetels verloor en op een totaal van 23 zetels kwam. De sociaaldemocratische LSAP bleef qua zetelaantal gelijk op 13 zetels. De grote winnaar van de verkiezingen was de liberale DP, die net zoals de LSAP 13 zetels veroverde in het nieuwe parlement.

## Uitslag
| Partij | Partij                                                                                   | %    | Zetels | Verandering |
|        | Christelijk-Sociale Volkspartij (Chrëschtlech Soziale Vollekspartei)                     | 33,6 | 23     | -3          |
|        | Luxemburgse Socialistische Arbeiderspartij (Lëtzebuerger Sozialistesch Aarbechterpartei) | 20,2 | 13     | -           |
|        | Democratische Partij (Demokratesch Partei)                                               | 18,2 | 13     | +4          |
|        | De Groenen (Déi Gréng)                                                                   | 10,1 | 6      | -1          |
|        | Alternatieve Democratische Hervormingspartij (Alternativ Demokratesch Reformpartei)      | 6,6  | 3      | -1          |
|        | Links (Déi Lénk)                                                                         | 4,9  | 2      | +1          |
|        | Communistische Partij van Luxemburg (Kommunistesch Partei Lëtzebuerg)                    | 1,6  | -      | 0           |
| Totaal | Totaal                                                                                   |      | 60     |             |

## Regeringsformatie
Na de verkiezingen gingen de Democratische Partij, de Socialistische Arbeiderspartij en de Groenen met elkaar in gesprek over het vormen van een regeringscoalitie (de "Gambia-coalitie" genoemd, naar de vlagkleuren van Gambia). Hiermee werd de Christelijk-Sociale Volkspartij, ondanks haar status als grootste partij, buitenspel gezet en voor het eerst sinds 1979 tot de oppositie veroordeeld. Hiermee kwam ook een einde aan het premierschap van Jean-Claude Juncker, die al sinds 1995 premier was. Op 25 oktober werd Xavier Bettel, de leider van de Democratische Partij en burgemeester van de stad Luxemburg, door Groothertog Hendrik tot formateur benoemd. De onderhandelingen werden zoals gepland op 29 november afgerond. De regering-Bettel-Schneider I werd op 4 december 2013 beëdigd.